# Provincia di Talagante
La provincia di Talagante è una provincia della Regione Metropolitana di Santiago nel Cile centrale. Il capoluogo è la città di Talagante.
Al censimento del 2012 possedeva una popolazione di 262.665 abitanti.

## Geografia antropica

### Suddivisioni amministrative
La provincia è divisa in 5 comuni:
- Isla de Maipo
- El Monte
- Padre Hurtado
- Peñaflor
- Talagante